# Order of Nine Angles
Order of Nine Angles, förkortat ONA eller O9A, är en nynazistisk, satanistisk, accelerationistisk och anti-kristen terroristorganisation grundad i Storbritannien.
Namnet ska inte läsas Angels (änglar), vilket ofta missuppfattas.[källa behövs]

## Historik
Order of Nine Angles påstås ha grundats under 1960-talet som en sammanslagning av tre nypaganistiska tempel kallade Camlad, Temple of the Sun och The Noctulians. Det råder oklarhet i vem som är organisationens ansikte utåt eller språkrör, majoriteten av skrifterna är författade av Anton Long, enligt somliga en pseudonym använt av David Myatt. David Myatt påstås ha tagit över grupperingen sedan ledaren flyttat till Australien och vara mannen bakom identiteten Anton Long. Författaren Nick Ryan har lagt fram argument om att David Myatt spökskriver mycket för ONA och har bland annat pekat på David Myatts nationalsocialistiska samröre och influenser i ONAS litteratur som kan anses ha vissa likheter.[källa behövs] ONA har tillbakavisat påståendena om att Anton Long och David Myatt är samma person,[källa behövs] även om Myatt har antagits vara en medlem då han fört organisationens talan vid flera intervjuer.[källa behövs]. 
Historiskt har ONA accepterat medlemmar genom att dessa tagit kontakt med organisationen genom en postadress. Huruvida de fortfarande gör det framgår inte då ONA har valt att dra sig tillbaka efter att ha, enligt egen utsago, slutfört sin uppgift att sprida sin lära offentligt,[källa behövs] däremot har Anton Long publicerat mängder med texter under åren och nya manuskript och texter släpps så sent som hösten 2009. Självinitiering kan också ske av individen. Detta har lett till att människor påstått sig vara medlemmar av ONA eller sympatisera med ONA, framför allt på olika diskussionsforum på Internet. I och med organisationens hemlighet och avsaknad av en officiell hemsida eller talesman varken bekräftas eller dementeras några medlemmar, varför självinitierade medlemmar brukar anses tillhöra ONA som en lära eller till och med organisationen.
ONA har sympatiserande grupperingar eller mindre grupperingar som öppet påstår sig vara ONA-inriktade i USA, Kanada, Ryssland, Australien, Nya Zeeland samt flera länder i Europa. Exempel är 764, Nexions och Sinister tribes, varav Temple of THEM och WSA 352 tillhör kanske de mest erkända av ONA själva.

## Tro
ONA förespråkar en individualistisk, teistisk satanism enligt Vänstra handens väg med mål att göra den individuella medlemmen till en gud, eller akausalt väsen, en ny ras kallad Homo Galacticus eller Homo Galactica. Detta ska åstadkommas genom att medlemmen ständigt strävar mot självförbättring såväl fysiskt, psykiskt som andligt genom olika övningar och aktiviteter som rekommenderades i organisationens skrifter.
ONA anser att samhället har blivit ''korrumperat av judisk-kristna trosuppfattningar''. De anser också att en förstörelse av samhället måste ske och att det ersättas med en ny fascistisk ordning, vilket ska baseras på satanism och socialdarwinism. Anhängare av ONA uppmuntras också att destabilisera bland annat kristna kyrkor och militären inifrån genom infiltrering.
Organisationen förespråkar individualism till en sådan grad att generell uppfattning är att organisationens skrifter inte måste följas till punkt och pricka, individens utveckling är det primära målet. Sätt för sådan utveckling kan vara psykologiska processer, till exempel 'insiktsroller' för att empatisera med andra människor eller ärketyper, extremt krävande fysisk träning och magiskt arbete.
Organisationen erkänner andliga entiteters existens som i regel benämns som De mörka gudarna. ONA förespråkar att Vänstra handens väg och ONA:s väg är en mörk, syndig väg som inte ska underskattas. Flera av deras skrifter tar upp att ONA inte är för gemene man utan kräver dedikerat arbete och en väldigt stark vilja. Meningen är att genom evolution och naturligt urval skapa en ny mänsklig ras och civilisation. Somliga menar att detta är metaforiskt talat, andra hävdar att ONA är väldigt allvarliga genom förespråkandet av människooffer, opfer, och vissa tror att det handlar om en andlig utveckling. Ordagrant har Anton Long, författare bakom majoriteten av ONA:s skrifter, uttryckt sig positivt till människooffren som en del i det naturliga urvalet och för att stärka gruppen, vilket också är allmän tolkning av ONA:s skrifter.
Dessa och flera andra av ONA:s läror har lett till en schism mellan dem och många andra grupperingar. ONA har uttryck ett förakt gentemot den LaVey-satanistiska Church of Satan som i sin tur har fördömt ONA:s tro på människooffer[källa behövs] och tro i allmänhet[källa behövs]. Samma fördömande har gjorts av Temple of Set[källa behövs], med vilka ONA brevväxlade under 80-talet och diskuterade bland annat detta och deras skillnader och likheter.
Detta, tillsammans med ONA:s skrifter som av satanister och ockultister brukar bedömas som seriösa och väl utarbetade, de höga kraven för initiering samt hur länge organisationen existerat har gett den ett erkännande få andra satanistiska organisationer har som enbart presenterats på Internet.
Organisationen är initiatorisk och hemlig i den mån att dess medlemmar och medlemsantal inte offentliggjorts. ONA framstår ofta som en av de mer kontroversiella satanistiska grupperingarna, bland annat för att organisationen förespråkar människooffer.

## Gradering
Inom organisationen existerar flera grader, varje grad avslutas med en rit som för utövaren till nästa grad.
- Neophyte - Ämnar att ge individen förståelse för läran och utvecklas psykologiskt och andligt. Detta är uppdelat i fyra steg: (1) Skaffa sig en del specificerade ONA-skrifter, (2) Genomgå en hemlig ritual (jakt), (3) Genomföra initieringsritualen, alternativt självinitieringsritualen samt (4) förstå och lära sig spela The Star Game / Stjärnspelet, ett egenutvecklat spel av ONA med psykologiska, astrologiska och andliga undertoner.
- Initiate - När individen uppnått denna grad påbörjas det magiska arbetet som består av sju steg: (1) Påbörja hermetiskt magiskt arbete och utvecklas inom detta enligt ONA:s Sjufaldiga system (Septenary system), att följa upp detta arbete i en magi-dagbok samt studera och använda The Sinister Tarot, (2) Påbörja hermetiskt arbete för ett specifikt mål eller önskan, (3) Sätta ett väldigt krävande fysiskt mål, som exempel nämns minimum att gå drygt fem mil på mindre än sju timmar i terräng, (4) Söka upp och välja ut en person att använda som magisk medarbetare och sexpartner och introducera denne till satanism (ONA), initiera denne och genomgå magiskt arbete med denne, (5) få tag på och studera fler specificerade ONA-skrifter, (6) Ta sig an en Insiktsroll, en form av bedragande rollspel där initiaten tar till sig en ärketyp, natur, personlighet eller yrkeskategori som är närmast sin motsatta för att utvecklas, samt (7) Genomgå graderingsritual för Extern Adept.
- Extern adept - Som Extern adept fortsätter man det magiska arbetet och vidgandet av läran för andra: (1) Organisera och upprätta ett magiskt tempel och/eller en satanistisk grupp sex till åtta månader, rekrytera medlemmar och initiera dem i gruppen samt regelbunder hålla ritualer, (2) Träna och genomföra ännu högre fysiska mål, även här nämns som minimiexmpel drygt fem mil i terräng under sju timmar, fast med ryggsäck om cirka femton kilo, (3) Genomgå gradens hemliga uppgift, (4) Studera aeonisk lära och magi enligt ONA och praktisera denna, (4) Studera och om möjligt praktisera esoteriskt mässande, (5) Studera de esoteriska traditionerna av traditionell satanism (enligt ONA) och lära ut dessa till templets/gruppens medlemmar, samt (8) Genomgå graderingsritualen för Intern Adept.
- Intern adept - Graden Intern adept lämnar medlemmen till att fullfölja sitt öde, något den förväntas veta eller komma underfund med vid denna grad. Processen beskrivs som att ta åratal och ska leda till total självinsikt. Medlemmen ska utöka sin kunskapa och vara väl lärd inom de olika magiska arbetena.
- Mästare/Mästarinna - Som mästare eller mästarinna förväntas medlemmen ta ett större ansvar för organisationen eller gruppen, bland annat genom: (1) Att guida passande individer till den Sjufaldiga vägen, (2) Praktisera aeonisk magi för att främja den mörka vägen, (3) Självständigt arbeta och skapa nya sätt för att öka medveten förståelse för, och främja möjligheten för akausala/mörka makter. Medlemmen förväntas också använda sitt magiska arbete, främst inom aeonisk magi, för att förändra och påverka samhället. Denna grad tar minst sju år.

Efter mästare/mästarinna kommer graden Grand Master/Grand Mistress, enligt ONA:s skrifter uppnår bara en eller två individer per århundrade denna gradering[källa behövs], varför den inte beskrivs i deras offentliga texter så ingående. I vissa skrifter refereras det också till ytterligare en gradering kallad Odödlig (Immortal), spekulationer finns som menar att detta är statusen som gud, målet med läran.

## Skrifter
Bland ONA:s skrifter tillhör de mest kända The Black Book of Satan (ej att förväxla med LaVey-satanismens The Satanic Bible) och NAOS. En lång rad skrifter har författats av ONA och majoriteten av dem av Anton Long. En del skönlitterära verk som ska läsas som både skönlitterära, inspirerande och magiska, har också skrivits, vid namn The Deofel Quartet. En av deras texter, Codex Saerus: The Black Book of Satan har översatts till svenska.